# Noilhan
 Noilhan  (en occitano Nolhan) es una población y comuna francesa, ubicada en la región de Mediodía-Pirineos, departamento de Gers, en el distrito de Auch y cantón de Samatan.

## Demografía
| 363 | 304 | 267 | 326 | 283 | 247 |
| Para los censos de 1962 a 1999 la población legal corresponde a la población sin duplicidades (Fuente: INSEE [Consultar]) |     |     |     |     |     |